# هارولد آنیسون
هارولد آنیسون (انگلیسی: Harold Annison; ۲۷ دسامبر ۱۸۹۵ – ۲۷ نوامبر ۱۹۵۷) شناگر اهل بریتانیا بود.
وی در مسابقات کشوری و بین‌المللی در مجموع برندهٔ ۱ مدال برنز شده‌است.